# Gina Malo
Pour les articles homonymes, voir Malo.
Gina Malo (nom de scène de Janet Flynn), née le 1er juin 1909 à Cincinnati (Ohio) et morte le 30 novembre 1963 à New York (État de New York), est une actrice américaine.

## Biographie
Après des débuts au théâtre dans son pays natal à la fin des années 1920 et à la revue The Gang's All Here à Broadway en 1931, Gina Malo s'installe en Angleterre où elle poursuit sa carrière sur les planches (s'y ajoutent néanmoins quelques incursions aux États-Unis), notamment à Londres. Elle y rencontre l'acteur et metteur en scène mexicain Romney Brent 1902-1976) qu'elle épouse en 1937 ; leur mariage prend fin à la mort prématurée de l'actrice en 1963, à 54 ans.
Durant sa période londonienne, elle joue entre autres dans la comédie musicale The Cat and the Fiddle (1932, avec Peggy Wood) et une adaptation de l'opérette Toi, c'est moi (1935, avec Charlotte Greenwood).
Pendant ce séjour en Angleterre, elle contribue à dix-huit huit films britanniques, les trois premiers sortis en 1932, le dernier étant La Chambres aux supplices (en) de Norman Lee (1940, avec Leslie Banks et Lilli Palmer) ; entretemps, citons La Vie privée de Don Juan d'Alexander Korda (1934, avec Douglas Fairbanks et Merle Oberon). Après l'ultime film précité, le couple revient aux États-Unis en raison de la Seconde Guerre mondiale. 
Retirée de l'écran mais non des planches, Gina Malo accompagne son mari lors de tournées théâtrales sur le territoire américain durant les années 1940. 

## Théâtre (sélection)
(à Londres, sauf mention contraire)
- 1931 : The Gang's All Here, revue, musique de Lewis E. Gensler, lyrics d'Owenn Murphy et Robert A. Simon, sketches de Russel Crouse, Oscar Hammerstein II et Morrie Ryskind (à Broadway) : Julie Winterbottom
- 1932 : The Cat and the Fiddle, comédie musicale, musique de Jerome Kern, lyrics et livret d'Otto Harbach : Angie Sheridan
- 1935 : Toi, c'est moi (Gay Deceivers), opérette, musique de Moisés Simóns, livret d'Henri Duvernois, Bertal-Maubon et Robert Champfleury,  adaptation de Martin Broones et Reginald Arkell : Vivienne
- 1937 : Lovers' Meeting, pièce de Gladys Hurlbut
- 1938 : Lady with Designs, pièce de Frank Gregory
- 1939 : The Gentle People, pièce d'Irwin Shaw

## Filmographie complète
- 1932 : In a Monastery Garden (en) de Maurice Elvey : Nina
- 1932 : Goodnight, Vienna (en) d'Herbert Wilcox : Frieda
- 1932 : A Tight Corner (en) de Leslie S. Hiscott
- 1933 : King of the Ritz (en) de Carmine Gallone et Herbert Smith (en) : Victoria
- 1933 : Waltz Time (en) de Wilhelm Thiele : Adele
- 1933 : Strike It Rich de Leslie S. Hiscott : Mary
- 1934 : Lily of Killarney (en) de Maurice Elvey : Eileen O'Connor
- 1934 : My Song for You (en) de Maurice Elvey : l'amie de Kleeberg
- 1934 : La Vie privée de Don Juan (The Private Life of Don Juan) d'Alexander Korda : Pepita
- 1936 : Where There's a Will (en) de William Beaudine : Goldie Kelly
- 1936 : Southern Roses (en) de Friedrich Zelnik : Mary Rowland
- 1936 : All In (en) de Marcel Varnel : Kay Slott
- 1936 : Jack of All Trades (en) de Robert Stevenson et Jack Hulbert : Frances Wilson
- 1937 : Over She Goes (en) de Graham Cutts : Dolly Jordan
- 1937 : It's a Grand Old World (en) d'Herbert Smith (en) : Joann
- 1938 : His Lordship Regrets (en) de Maclean Rogers (en) : Mabel van Morgan
- 1938 : The Gang Show (en) d'Alfred J. Goulding : Marie
- 1940 : La Chambres aux supplices (en) de Norman Lee : Glenda Baker